# Rose Green

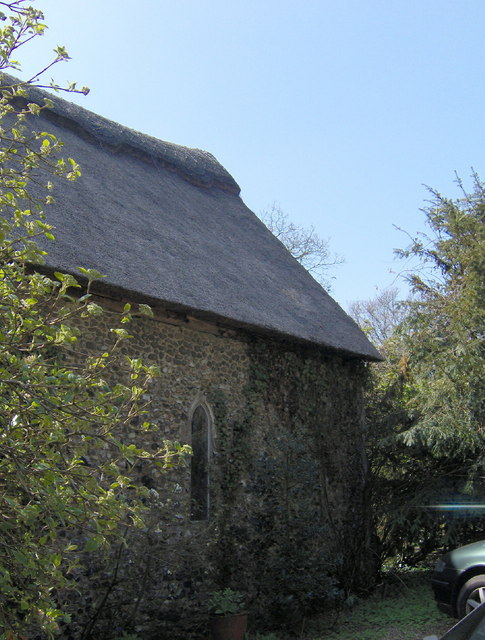
Chapel of St James (2006).

Rose Green är en småby (engelska: hamlet) i Suffolk, östra England, nära Lindsey. I Rose Green finns fyra kulturmärkta byggnader: Chapel of St James, Rose Green Farmhouse, White Rose Inn, och ett torp som inte namngivits.